# 1943.
◄ | 19. stoljeće | 20. stoljeće | 21. stoljeće | ►
◄ | 1910-ih | 1920-ih | 1930-ih | 1940-ih | 1950-ih | 1960-ih | 1970-ih | ►
◄◄ | ◄ | 1940. | 1941. | 1942. | 1943. | 1944. | 1945. | 1946. | ► | ►►
Arhitektura • Astronautika • Astronomija • Biologija • Film • Fotografija • Glazba • Kazalište • Kemija • Kiparstvo • Knjige • Književnost • Kršćanstvo • Meteorologija • Medicina • Planinarstvo • Politika • Pravo • Promet • Slikarstvo • Strip • Šport • Televizija • Znanost • Zrakoplovstvo • Željeznički promet

## Događaji
- 18. siječnja – Crvena armija obustavila opsadu Lenjingrada.
- 2. veljače – Predaja njemačke 6. Armije po završetku bitke za Staljingrad, u kojoj je poginulo više od 500 000 vojnika
- 28. veljače – 6 norveških specijalaca izvelo uspješnu sabotažu tvornice teške vode u Vemorku gdje su Nijemci nastojali proizvesti atomsku bombu
- 13. ožujka – Nijemci likvidirali židovski geto u Krakovu
- 5. srpnja – Bitka kod Kurska, najveća tenkovska bitka u povijesti
- 10. srpnja – Saveznici se iskrcavaju na Siciliji
- 27. srpnja – Odlazak prve skupine od 69 dobrovoljaca iz Zapadne Istre u partizane.[1]
- 9. kolovoza – Talijanski fašistički okupatori zapalili 6 bračkih mjesta, a Selca su gorila 3 dana.
- 29. rujna – Prilikom ulaska u Varaždinske Toplice i okolna mjesta, partizanske postrojbe pobile 72 ljudi, većinom ratnih zarobljenika.[2]
- 2. listopada – Planirana deportacija 8000 danskih Židova nije uspjela jer su pripadnici danskoga pokreta otpora većinu zemljaka odveli na sigurno u Švedsku.
- 29. studenog – Drugo zasjedanje AVNOJ-a u Jajcu, na kojemu je utvrđeno poslijeratno uređenje SFRJ.
- 5. prosinca – Saveznici bombardirali Split i Kaštel-Sućurac. U Kaštel-Sućurcu u crkvi je tim bombardiranjem ubijeno više od sto ljudi.
- 31. prosinca – Počela Bujanska konferencija.

## Rođenja

### Siječanj – ožujak
- 1. siječnja – Inge Appelt, hrvatska glumica
- 1. siječnja – Vladimir Šeks, hrvatski političar
- 12. siječnja – Imra Agotić, hrvatski general, prvi zapovjednik Hrvatskog ratnog zrakoplovstva († 2012.)
- 19. siječnja – Janis Joplin, američka pjevačica († 1970.)
- 24. siječnja – Sharon Tate, američka glumica († 1969.)
- 25. siječnja – Hrvoje Barbir Barba, hrvatski književnik
- 9. veljače – Joe Pesci, američki glumac
- 11. veljače – Albin Vidović, hrvatski rukometaš
- 15. veljače – Gordana Marta Matunci, hrvatska kulturna djelatnica
- 22. veljače – Horst Köhler, njemački predsjednik († 2025.)
- 22. veljače – Neda Ritz, hrvatska TV voditeljica
- 25. veljače – George Harrison, britanski glazbenik, basist i vokalist grupe The Beatles († 2001.)
- 4. ožujka – Lucio Dalla, talijanski pjevač († 2012.)
- 5. ožujka – Josip Genda, hrvatski glumac († 2006.)
- 8. ožujka – Lynn Redgrave, engleska glumica († 2010.)
- 9. ožujka – Robert "Bobby" Fischer, američki šahist († 2008.)
- 29. ožujka – Eric Idle, britanski glumac i komičar

### Travanj – lipanj
- 16. travnja – Drago Meštrović, hrvatski glumac († 2010.)
- 19. travnja – Marija Ancila Bubalo, hrvatska i bosanskohercegovačka pjesnikinja († 2006.)
- 20. travnja – Vlatko Dulić, hrvatski glumac († 2015.)
- 21. travnja – Ratko Buljan, hrvatski glumac († 1989.)
- 1. svibnja – Filip Lukenda, hrvatski katolički svećenik († 1995.)
- 2. svibnja – Mustafa Nadarević, bosanskohercegovački i hrvatski glumac († 2020.)
- 5. svibnja – Michael Palin, britanski humorist i TV ličnost

### Srpanj – rujan
- 26. srpnja – Mick Jagger, britanski glazbenik
- 8. srpnja – Esma Redžepova, makedonska pjevačica romske glazbe († 2016.)
- 8. kolovoza – Ivan Rogić Nehajev, hrvatski pjesnik i sociolog
- 11. kolovoza – Pervez Mušaraf, pakistanski političar i državnik  († 2023.)
- 17. kolovoza – Robert De Niro, američki filmski glumac i redatelj
- 19. kolovoza – Luko Paljetak, hrvatski književnik akademik
- 30. kolovoza – Jean-Claude Killy, francuski alpski skijaš
- 2. rujna – Đorđe Novković, hrvatski skladatelj zabavne glazbe († 2007.)
- 23. rujna – Antonio Tabucchi , talijanski književnik († 2012.)

### Listopad – prosinac
- 14. listopada – Marin Kovačić, hrvatski nogometaš i nogometni trener († 2016.)
- 20. listopada – Dunja Vejzović, hrvatska operna pjevačica
- 22. listopada – Jan de Bont, producent, redatelj i snimatelj filmova
- 22. listopada – Catherine Deneuve, francuska filmska glumica
- 7. studenoga – John Lennox, sjevernoirski znanstvenik i pisac
- 7. studenoga – Joni Mitchell, kanadska glazbenica
- 19. studenoga – Branko Roglić, hrvatski poduzetnik
- 6. prosinca – Neven Šimac, hrvatski pravnik i prevoditelj († 2025.)
- 8. prosinca – Jim Morrison, pjevač Doorsa († 1971.)
- 31. prosinca – Ben Kingsley, britanski glumac

### Nepoznati datumi rođenja
- Hrvoje Hitrec, hrvatski književnik
- Duško Lokin, hrvatski pjevač

## Smrti

### Siječanj – ožujak
- 7. siječnja – Nikola Tesla, hrvatski znanstvenik i izumitelj (* 1856.)
- 19. ožujka – Ivan Mečar, hrvatski sindikalni radnik, sudionik Narodnooslobodilačke borbe i narodni heroj Jugoslavije (* 1909.)
- 28. ožujka – Sergej Rahmanjinov, ruski skladatelj (* 1873.)
- 31. ožujka – Franjo Fancev, hrvatski književnik i povjesničar (* 1882.)

### Travanj – lipanj
- 25. svibnja – Karlo Ćulum, hrvatski franjevački svećenik (* 1885.)
- 26. lipnja – Karl Landsteiner, austrijski liječnik, nobelovac (* 1868.)
- 26. lipnja – Ante Bilobrk, narodni heroj Jugoslavije (*1919.)

### Srpanj – rujan
- 12. srpnja – Ivan Goran Kovačić, hrvatski pjesnik, pripovjedač, esejist, prevoditelj, novinar, publicist i kritik (* 1913.)
- 19. kolovoza – Chaim Soutine, bjelorusko-židovski slikar (* 1893.)
- 24. rujna – Rafael Kalinić, hrvatski katolički svećenik, franjevac, mučenik (* 1910.)

### Listopad – prosinac
- 10. listopada. Franjo Fuis, hrvatski novinar i pisac (* 1908.)
- 13. studenoga – Mario Martinolić, hrvatski antifašist (* 1905.)
- 27. studenoga – Ivo Lola Ribar, hrvatski političar (* 1916.)

### Nepoznat datum smrti
- Lea Deutsch, hrvatska dječja glumica židovskog podrijetla (* 1927.)

## Nobelova nagrada za 1943. godinu
- Fizika: Otto Stern
- Kemija: George de Hevesy
- Fiziologija i medicina: Henrik Dam i Edward Adelbert Doisy
- Književnost: nije dodijeljena
- Mir: nije dodijeljena

## Vanjske poveznice
|  | Zajednički poslužitelj ima još gradiva o temi 1943. |